# Јасеновик (Ново Брдо)
Јасеновик (алб. Jasenovik) је насеље у општини Ново Брдо која припада Косовскопоморавском управном округу.

## Географија
Налази се источно од општинског средишта Новог Брда, а у њему данас има педесетак домаћинстава. Пре НАТО агресије на СРЈ 1999. године било стотинак домаћинстава, али је део становништва напустио Јасеновик, махом у Смедерево, Јагодину и Ниш. Састоји се од неколико махала:
- Деновићи,
- Манишанци,
- Бели брег,
- Бошњак,
- Стојчинци,
- Петровићи,
- Разловићи,
- Анковац,
- Филиповац,
- Утманци,
- Лаушовци,
- Кузљавци,
- Пауновци,
- Влајковци,
- Горошанци,
- Дом

Село је добило назив по биљци јасен, од које се добијала тинта која је коришћена као мастило за писање.
Данас у Јасеновику живе породице:
- Васићи,
- Денићи,
- Ђокићи,
- Јовановићи,
- Миловановићи,
- Милошевићи,
- Митићи,
- Мицићи,
- Петровићи,
- Ристићи,
- Стајковићи,
- Станимировићи,
- Симоновићи,
- Стојковићи,
- Филићи

и друге.

## Становништво
| Демографија | Демографија | Демографија |
| Година      | Становника  | Становника  |
| ----------- | ----------- | ----------- |
| 1961.       | 596         |             |
| 1971.       | 579         |             |
| 1981.       | 421         |             |
| 1991.       | 309         |             |
| 2011.       | 210         |             |